# Stay (песня Black Stone Cherry)
«Stay» — песня американской рок-группы Black Stone Cherry. Она была выпущена 31 мая 2011 года лейблом Roadrunner Records в составе третьего студийного альбома Between the Devil and the Deep Blue Sea, спродюсированного Говардом Бенсоном.
В 2012 году песня была перепета Florida Georgia Line и выпущена в качестве сингла в 2013 году. Эта версия получила двойной платиновый сертификат Американской ассоциации звукозаписывающей индустрии (RIAA).

## Версия Florida Georgia Line
«Stay» — кавер-версия американской кантри-группы Florida Georgia Line. Она была выпущена 7 октября 2013 года лейблом Republic Nashville в качестве четвёртого сингла из дебютного студийного альбома Here’s to the Good Times.
Сингл занял первое место в чарте Billboard Country Airplay и первое место в чарте Hot Country Songs. Она также достигла 28-го места в чарте Hot 100. Песня получила 2-кратный платиновый сертификат от Американской ассоциации звукозаписывающей индустрии (RIAA).

### Отзывы
В своей рецензии на Here’s to the Good Times Билли Дьюкс из Taste of Country назвал ее «самой большой неудачей в альбоме» и написал, что «это неуклюжая попытка новичка, которая демонстрирует вокальные недостатки FGL только тогда, когда они отходят от джемов для вечеринок». Мэтт Бьорк из Roughstock был более благосклонен, написав, что «несмотря на то, что это кавер-версия песни Black Stone Cherry, она подходит Florida Georgia Line, эмоциональна и отличается хорошей работой мандолины и стальной гитары (хотя вам придется немного напрячься, чтобы услышать последнюю)».

### Коммерческий успех
Песня «Stay» дебютировала на 57-м месте в американском радиоэфирном кантри-чарте Billboard Country Airplay за неделю 28 сентября 2013 года. Она также дебютировала под номером 47 в общем чарте Billboard Hot Country Songs за неделю 22 декабря 2012 года. Кроме того, песня дебютировала на 85-м месте в основном хит-параде Billboard Hot 100 за неделю 2 ноября 2013 года. К апрелю 2014 года продажи песни в США превысили миллион экземпляров.

### Музыкальное видео
Режиссером клипа выступил Питер Завадил, премьера состоялась в октябре 2013 года. В главной роли снялся Джош Хендерсон.

### Чарты
| Чарт (2013—2014)                    | Высшая позиция |
| ----------------------------------- | -------------- |
| Канада (Billboard Canadian Hot 100) | 39             |
| Канада (Billboard Country)          | 1              |
| США (Billboard Hot 100)             | 28             |
| США (Billboard Country Airplay)     | 1              |
| США (Billboard Hot Country Songs)   | 1              |

| Чарт (2013)                      | Позиция |
| -------------------------------- | ------- |
| US Country Airplay (Billboard)   | 97      |
| US Hot Country Songs (Billboard) | 85      |

| Чарт (2014)                      | Позиция |
| -------------------------------- | ------- |
| US Country Airplay (Billboard)   | 49      |
| US Hot Country Songs (Billboard) | 25      |

| Регион     | Сертификация  | Продажи   |
| ---------- | ------------- | --------- |
| США (RIAA) | 2× Платиновый | 1,039,000 |